# Laurent Dorique
Laurent Dorique (ur. 10 lipca 1976 w Le Port) – francuski lekkoatleta specjalizujący się w rzucie oszczepem
Złoty medalista igrzysk śródziemnomorskich w 2001 roku. Mistrz Francji w 2000, 2001 oraz 2011. 
Rekord życiowy: 80,88 (14 września 2001, Radis).